# Tutu-Fili (Ort)
Tutu-Fili (Tutufili) ist eine osttimoresische Siedlung im Suco Fatubessi (Verwaltungsamt Maubisse, Gemeinde Ainaro). Das Dorf befindet sich im Osten der Aldeia Tutu-Fili, auf einer Meereshöhe von 1497 m, an einer Abzweigung von der Straße nach Maulau. Nördlich liegt Hohulo, der Hauptort des Sucos. In Tutu-Fili befindet sich der Friedhof der Aldeia.